# Damian Grichting
Damian Grichting, född den 8 april 1973 i Leukerbad, Schweiz, är en schweizisk curlingspelare.
Han tog OS-brons i herrarnas curlingturnering i samband med de olympiska curlingtävlingarna 2002 i Salt Lake City.